# Playa de La Fontanilla

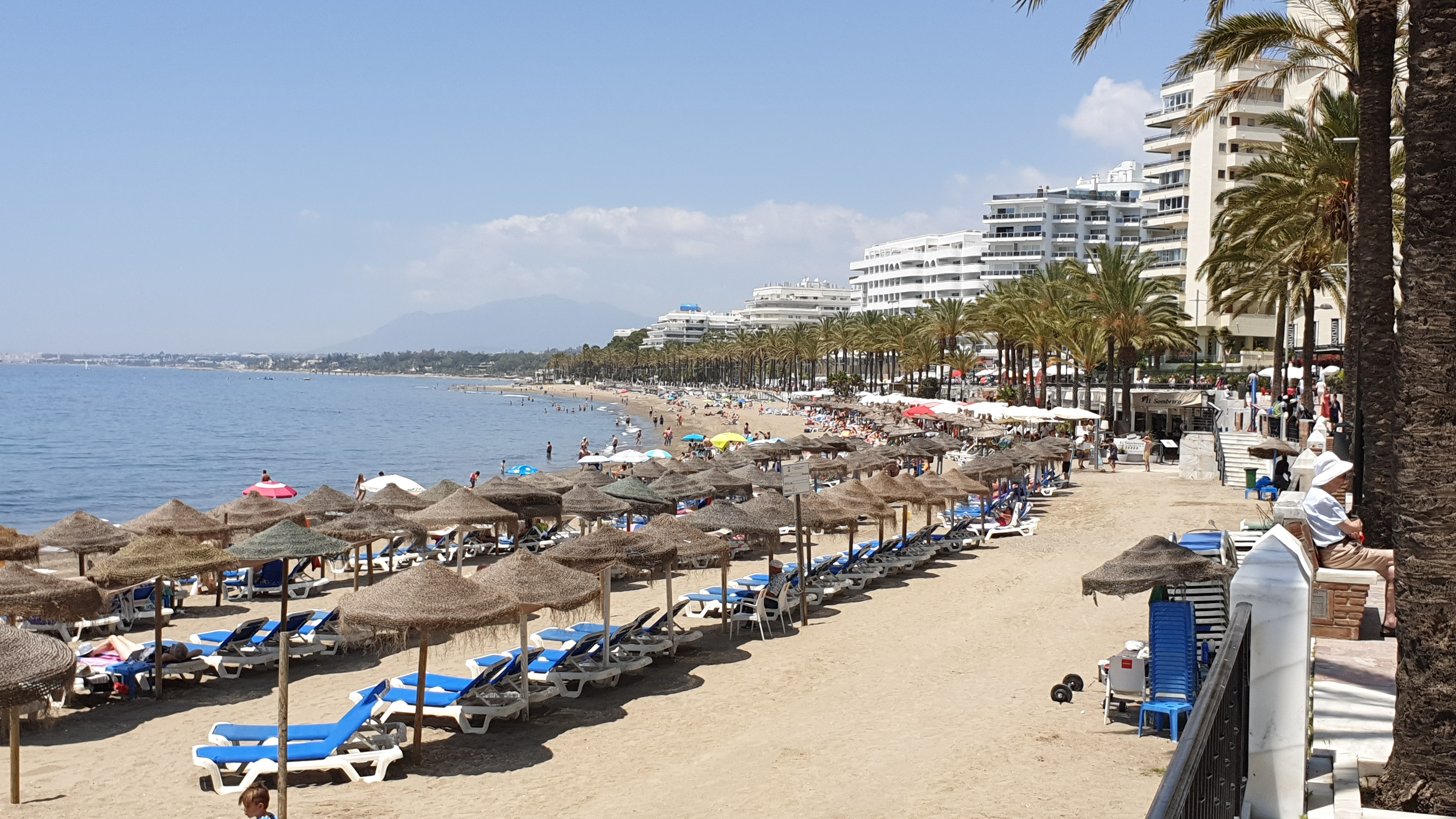
Playa de La Fontanilla

La Playa de La Fontanilla es una playa de Marbella, en la Costa del Sol de la provincia de Málaga, Andalucía, España. Se trata de una playa urbana de arena dorada y oleaje moderado, situada en casco antiguo de la ciudad y junto al Puerto Deportivo de Marbella. Tiene unos 1.100 metros de longitud y unos 30 metros de anchura media. Es una playa con un grado de ocupación alto y con toda clase de servicios.